# تپه مازه
تپه مازه مربوط به عصر آهن است و در شهرستان الیگودرز، بخش بشارت، دهستان پیشکوه ذلقی، ۲۰۰ متری جنوب غربی روستای خاک بتیه واقع شده و این اثر در تاریخ ۷ خرداد ۱۳۸۷ با شمارهٔ ثبت ۲۲۷۹۰ به‌عنوان یکی از آثار ملی ایران به ثبت رسیده است.